# Museo de la Moneda
El Museo de la Moneda (Torreón) es un recinto museístico que conserva y exhibe colecciones de billetes y monedas de la historia de México, el único en su tipo en la zona norte del país.

## Historia
En 2005, se acondicionó la bóveda del Banco de México en Torreón para convertirlo en un museo numismático. El edificio fue construido en 1947 con cantera y mármol. La bóveda tiene 72 metros cuadrados y conserva una puerta de acero con un peso de 3 toneladas, fue fabricada por la compañía The Mosler Safe Co y las piezas fueron trasladadas desde Chicago para su ensamblaje en Torreón. Cuenta con dos túneles que fueron integrados como parte de su sistema de seguridad. El edificio tuvo una remodelación en 2018 y su acervo abarca desde el periodo del virreinato hasta la devaluación en peso mexicano en 1994.

## Servicios
El museo ofrece visitas guiadas, proyecciones audiovisuales sobre la historia de la moneda en México, historia de Torreón y la historia del metal, así como la valuación gratuita de monedas.